# Gustav Stever
Gustav Kurt Stever (né le 16 mai 1823 à Riga, mort le 18 mars 1877 à Düsseldorf) est un peintre allemand.

## Biographie
Gustav Stever est le fils de l'avocat et écrivain Heinrich Kurt Stever (de). Après la mort de son père, la mère déménage en 1827 à Greifswald.
Après une formation à l'Académie des arts de Berlin de 1847 à 1850, Stever se rend à Stockholm où il peint principalement des portraits de la cour royale et de l'université d'Uppsala. En 1854, Stever s'installe à Paris, où il est l'élève de Thomas Couture. En 1859, il s'installe à Hambourg. En 1865, il suit un appel de la métropole de Düsseldorf.
Stever était particulièrement actif en tant que peintre historique et religieux. Pendant un certain temps, il vit et travaille au château de Basthorst (de), près de Crivitz, et reçoit surtout des ordres du grand-duché de Mecklembourg-Schwerin.
Le 25 juillet 1860, Gustav Stever épouse Anna Helene Albertine von Sprewitz (de) à l'église de l'abbaye de Dobbertin (de). Helene von Sprewitz né le 28 mai 1827 à Rostock, meurt le 12 janvier 1914. Elle est la fille d'un militaire qui a accédé à la noblesse pour ses services.

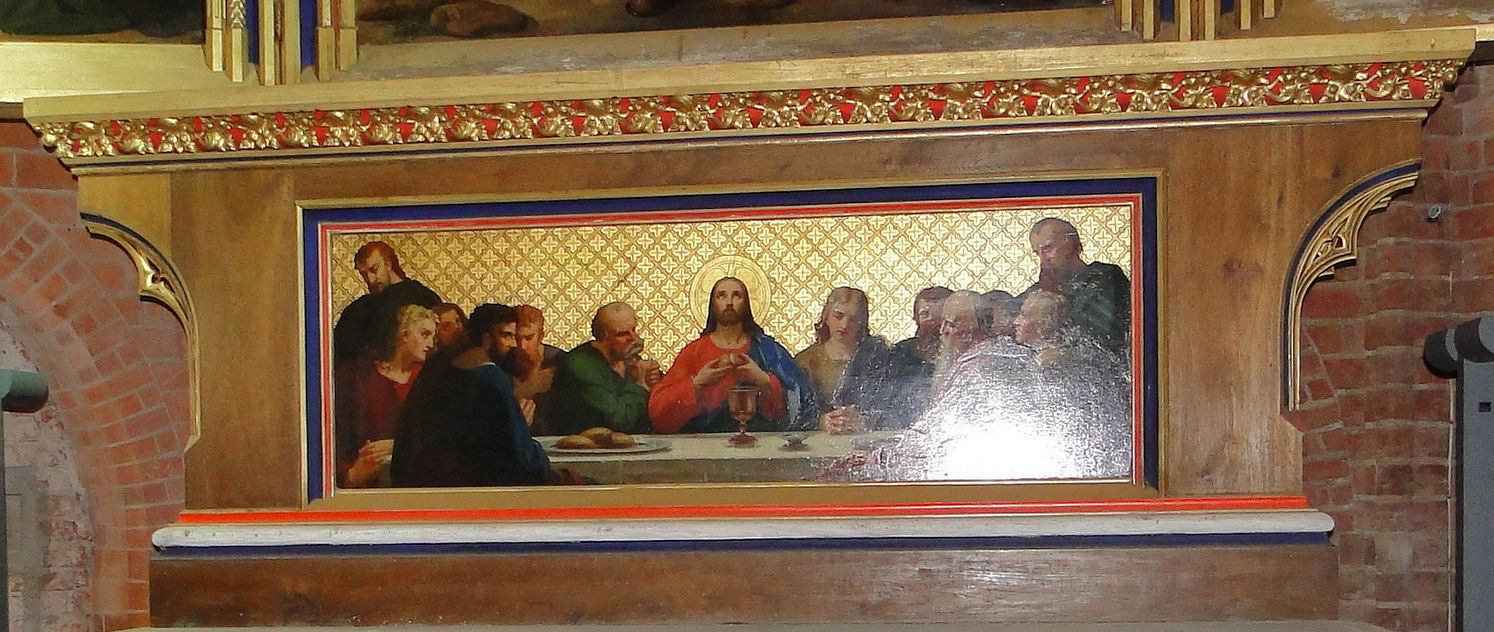
La Cène, église de l'abbaye de Dobbertin.

Après la mort du peintre de la cour de Schwerin, Gaston Lenthe, en 1860, Stever, en tant que peintre d'histoire de Hambourg en 1862, reçoit une commande de l'intendant de l'abbaye Julius von Maltzan (de), un projet pour les quatre fenêtres du chœur et pour la prédelle sous le retable de l'église de l'abbaye de Dobbertin. Celles-ci sont reportées à la consécration de l'église en 1857 pour des raisons de coût et seulement à la demande de l'abbesse, Domina Hedwig Elisabeth von Quitzow, âgée de 82 ans. En 1864, Ernst Gillmeister (de), peintre sur verre, réalisa d'après les conceptions de Stever, les deux premiers vitraux avec Pierre et Paul, et avec David et Élie. En 1866, les deux dernières peintures sur verre sont réalisées avec Abraham et Moïse et avec Augustin et Luther. Gaston Lenthe qui avait esquissé en 1855 une esquisse pour la Cène du Seigneur dans la prédelle de l'autel ailé, la fait réaliser seulement en 1864 par Gustav Stever.
En 1865, Stever se rend à Düsseldorf où il devient enseignant de Paul Spangenberg et à partir de 1873 professeur. Les cartons pour les cinq fenêtres du chœur de l'église Saint-Paul de Schwerin (de) sont créés par le peintre sur verre Ernst Gillmeister en 1868.
Le 29 juin 1869, Frédéric-François II de Mecklembourg-Schwerin lui décerne la Grand-croix avec la couronne en or de l'Ordre de la Couronne de Wende. Stever est membre de l'association des artistes de Hambourg de 1832 (de).